# 4ª Flottiglia MAS
La 4ª Flottiglia MAS, anche detta 101ª Squadra o 101ª Flottiglia MAS, fu una formazione navale della Regia Marina italiana costituita per prendere parte alle operazioni navali nel teatro del Mar Nero della seconda guerra mondiale.
Costituita nel maggio 1942 dopo un'esplicita richiesta da parte della Germania nazista, la flottiglia si componeva di una squadriglia di quattro MAS (portati poi a otto), una squadriglia di mezzi d'assalto con cinque MTSM e cinque barchini esplosivi, e una squadriglia di sei sommergibili tascabili classe CB; il comando della formazione era assegnato al capitano di fregata Francesco Mimbelli.
Raggiunta Vienna via terra e poi il Mar Nero tramite il corso del fiume Danubio, l'unità fu di base prima a Costanza in Romania e poi nella penisola di Crimea, sostenendo le operazioni dell'Asse durante l'assedio di Sebastopoli e l'avanzata verso il Caucaso; i mezzi di superficie furono ceduti ai tedeschi nel maggio 1943 e gli equipaggi rimpatriati, mentre i sommergibili continuarono a operare con personale italiano fino al settembre seguente quando, per effetto dell'armistizio di Cassibile, gli italiani furono internati dalle autorità romene.

## Storia

### Costituzione

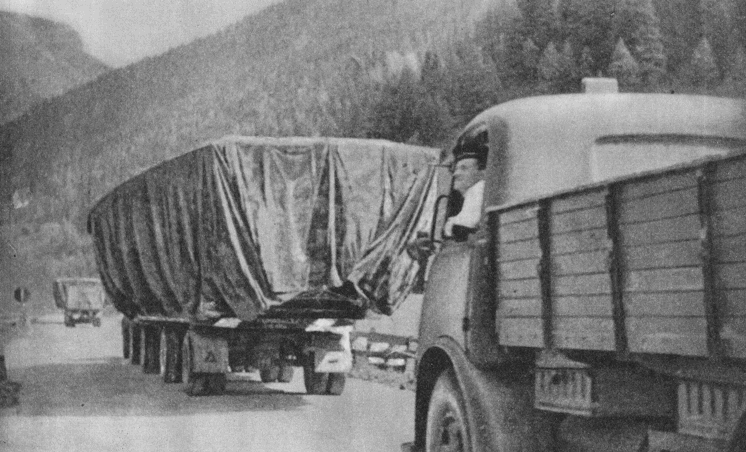
Gli scafi dei MAS diretti sul Mar Nero, dai quali sono state smontate tutte le sovrastrutture, attraversano l'Europa

Il piano originale per l'attacco della Germania all'Unione Sovietica assegnava scarsissima importanza alle operazioni navali nel Mar Nero, ma già dopo poche settimane dall'inizio delle ostilità il comando tedesco si rese conto che il controllo incontrastato delle acque del bacino consentiva ai sovietici di sostenere i reparti a terra con fuoco di artiglieria pesante, portare rinforzi alle guarnigioni isolate ed evacuare reparti accerchiati; vista l'esiguità dei mezzi a disposizione della Marina militare romena per contrastare le manovre dei sovietici, il comando della Kriegsmarine iniziò i preparativi per trasferire nel bacino propri reparti di motosiluranti e sommergibili, ma, impressionato dagli ottimi risultati ottenuti dai mezzi d'assalto italiani della 10ª Flottiglia MAS nel Mediterraneo, avanzò anche alla Regia Marina un'analoga richiesta per la fornitura di un contingente di unità sottili da impiegare contro i sovietici: durante il periodo di alleanza tra Regno d'Italia e Germania, questa fu l'unica occasione in cui i tedeschi richiesero esplicitamente il supporto militare degli italiani.
Formulata formalmente il 14 gennaio 1942 dal comandante della Kriegsmarine Großadmiral Erich Raeder, la richiesta fu favorevolmente accolta dal comando della Regia Marina, desideroso di controbilanciare l'intervento degli U-boot tedeschi nel teatro del Mediterraneo. Si decise di allestire una flottiglia mista di mezzi siluranti e d'assalto, con inizialmente un organico di quattro MAS (organizzati nella 19ª Squadriglia), cinque barchini esplosivi del tipo "Motoscafo Turismo Modificato" (MTM) e cinque motoscafi siluranti tipo "Motoscafo Turismo Silurante Modificato" (MTSM) di nuovo tipo; si aggiunsero poi i primi sei esemplari di una nuova classe di sommergibili tascabili, la classe CB, appena consegnati alla Regia Marina, i quali formarono la 1ª Squadriglia sommergibili "CB". La guida della formazione fu assegnata al capitano di fregata Francesco Mimbelli, già distintosi nel corso della battaglia di Creta al comando della torpediniera Lupo.
I MAS selezionati furono riuniti a Venezia e partirono per il Mar Nero il 22 aprile 1942: sotto la direzione di una ditta di trasporti eccezionali, la Società Fumagalli di Milano, fu organizzata un'autocolonna per il trasporto via terra attraverso il passo del Brennero fino a Vienna, caricando i MAS, privi di sovrastrutture, motori e armi, su speciali carrelli da trasporto trainati da autocarri; una volta a Vienna i MAS furono riattrezzati e scesero poi il corso del Danubio fino a raggiungere il porto romeno di Costanza il 2 maggio; i CB partirono per ferrovia da La Spezia il 25 aprile dopo essere stati alleggeriti delle sovrastrutture, che furono poi rimontate una volta che i battelli raggiunsero Costanza sempre il 2 maggio. Per il trasporto di barchini e motoscafi siluranti, infine, fu organizzata un'apposita autocolonna di 28 mezzi (ribattezzata "Autocolonna Moccagatta" in onore del capitano di fregata Vittorio Moccagatta, caduto nel precedente attacco a Malta del luglio 1941) completa di tutte le attrezzature per l'approntamento e la manutenzione dei mezzi, che partita da La Spezia il 5 maggio raggiunse la base avanzata di Foros, sulla punta meridionale della penisola di Crimea, il 23 maggio seguente.

### L'assedio di Sebastopoli
Il 29 maggio i MAS eseguirono la loro prima missione di guerra nel Mar Nero (in netto anticipo sulle corrispondenti unità di motosiluranti tedesche, ancora in approntamento). Il 5 giugno, completato il loro allestimento e arrivato il carburante necessario, i primi tre CB lasciarono Costanza alla volta della nuova base avanzata di Jalta, sempre in Crimea, e durante il trasferimento il CB 2 eseguì un attacco senza esito a un sommergibile sovietico; gli altri tre CB raggiunsero Jalta l'11 giugno seguente. Il 13 giugno, mentre si trovava all'ancora a Jalta, il CB 5 fu affondato da una motosilurante sovietica penetrata all'interno del porto sotto la copertura di un attacco aereo, senza tuttavia riportare vittime tra l'equipaggio. I mezzi italiani furono subito destinati al contrasto delle missioni di rifornimento della piazzaforte sovietica di Sebastopoli, sotto assedio da parte di tedeschi e romeni dall'ottobre 1941: il 10 giugno lo MTSM 216 attaccò il cacciatorpediniere conduttore Taškent poco fuori Sebastopoli, attacco che tuttavia non ebbe esito a causa della mancata esplosione del siluro lanciato, e parimenti senza esito fu l'attacco condotto dal MTSM 210 il giorno successivo contro un'unità militare di piccola stazza; nella notte tra il 12 e il 13 giugno lo MTSM 210 ottenne il primo successo per le forze italiane silurando una grossa motonave poi finita la mattina dopo da aerei tedeschi mentre veniva rimorchiata a Sebastopoli.
Il 15 giugno e il 18 giugno, nel corso di missioni notturne di agguato al largo di Sebastopoli, rispettivamente il CB 3 e il CB 2 affondarono due sommergibili sovietici, anche se non vi è certezza in merito all'identità delle vittime: al CB 3 è attribuito il sommergibile Šč-213 o Šč-214, Šč-208 o S-32 (altre fonti attribuiscono l'affondamento ad aerei tedeschi), al CB 2 è attribuito il sommergibile S-32, Šč-206. o Šč-214. Al MAS 571 fu poi attribuito l'affondamento di un terzo sommergibile sovietico al largo di Jalta il 19 giugno 1942, da alcune fonti identificato nel Šč-214.
Il 18 giugno un duro scontro coinvolse due MAS italiani e un convoglio sovietico composto da alcune motozattere scortate da sei cannoniere: un trasporto sovietico fu dato per affondato, ma il sottotenente di vascello Ettore Bisagno, a bordo del MAS 571, fu ferito mortalmente dal tiro nemico. Tra il 27 e il 28 giugno le unità italiane furono impegnate nel simulare un tentativo di sbarco lungo la punta meridionale della Crimea, onde distrarre i difensori sovietici da un assalto anfibio tedesco attraverso la baia di Severnaya più a nord: nell'unico impiego dei barchini esplosivi nel Mar Nero, il MTM 80 fu lanciato e fatto esplodere contro le ostruzioni del porto di Balaclava. Nel pomeriggio del 2 luglio, poi, i cinque MTSM italiani furono le prime unità dell'Asse a entrare a Balaclava stessa, ormai sgombrata dei sovietici, passando indenni attraverso gli sbarramenti di mine navali grazie al loro basso pescaggio. A partire dal maggio 1942 e fino alla conclusione dell'assedio di Sebastopoli il 4 luglio i quattro Mas effettuarono 65 missioni di guerra, mentre i motoscafi siluranti e i sommergibili CB ne compirono, rispettivamente, cinquantasei e ventiquattro.

### Operazioni sulle coste orientali
In luglio le unità italiane iniziarono a spostare il loro teatro operativo verso la sezione orientale del bacino del Mar Nero e nel Mar d'Azov, in appoggio alle forze dell'Asse in marcia verso la regione del Caucaso; oltre a Jalta, il porto di Feodosia fu scelto come base della 4ª Flottiglia, il cui organico fu accresciuto dall'arrivo dall'Italia di altri quattro MAS trasferiti con le medesime modalità dei precedenti. Nella notte tra il 2 e il 3 agosto 1942, i MAS 573 e 568 italiani sorpresero l'incrociatore Molotov e il cacciatorpediniere conduttore Char'kov a sud-ovest di Kerč' mentre rientravano da una missione di intercettamento del traffico tedesco e di bombardamento del porto di Feodosia: il MAS-568 riuscì a colpire il Molotov con un siluro provocando gravissimi danni a poppa mentre il Char'kov fu leggermente danneggiato da alcune cariche di profondità sganciate dalle unità italiane in fase di disimpegno; il Molotov riuscì a raggiungere Batumi, dove rimase fuori uso per le riparazioni fino alla fine del luglio 1943.. Il comandante del MAS 568, sottotenente Emilio Legnani, insieme a tutto il suo equipaggio rivendicò l'affondamento di una grande unità di superficie sovietica, che venne identificata non come il Molotov ma come l'incrociatore Krasnyj Krym, nave che però risultò addirittura essere sopravvissuta alla guerra; l'alto comando italo-tedesco accreditò come avvenuto l'affondamento e quindi Emilio Legnani ricevette la medaglia d'oro al valor militare.
Il 6 settembre il MAS 568 sorprese e colò a picco a sud di Anapa un piroscafo da 3.000 tonnellate di stazza; il 9 settembre invece i MAS 571 e 573 furono affondati nel loro ancoraggio di Jalta da un'incursione aerea sovietica, la quale portò anche al danneggiamento di altre tre unità italiane: per rimpiazzare i due battelli perduti, altrettanti MAS arrivarono dall'Italia nell'ottobre 1942. L'avanzata delle forze dell'Asse nella Russia meridionale fece avviare i preparativi perché quattro MAS e i mezzi speciali della colonna "Moccagatta" potessero essere trasferiti nel bacino del mar Caspio, ma il brusco cambiamento della situazione strategica dato dallo svolgimento della battaglia di Stalingrado fece ben presto accantonare simili progetti. L'attività dei mezzi italiani nel Mar Nero si svolse negli ultimi mesi del 1942 e nei primi mesi del 1943 senza particolari eventi, ostacolata dalla scarsità di bersagli da attaccare e dalla carenza di combustibile per operare; il 12 maggio 1943 il MAS 572 andò perduto nel corso di una missione dopo essere entrato in collisione con il pari tipo 566 a causa della fitta nebbia.
Dopo una serie di discussioni tra italiani e tedeschi iniziate già in gennaio, nel maggio 1943 fu convenuto di terminare la partecipazione italiana alle operazioni nel teatro del Mar Nero: dopo un'ultima missione al largo delle coste sovietiche il 13 maggio, i sette superstiti MAS furono consegnati il 20 maggio alle autorità tedesche nel porto di Jalta, e la Kriegsmarine provvide ad armarli con equipaggi nel frattempo addestrati in Italia; i mezzi speciali della colonna "Moccagatta", di fatto scarsamente impiegati dopo la fine dell'assedio di Sebastopoli, erano nel frattempo già stati fatti rientrare in patria a partire dal marzo 1943. Regia Marina e Kriegsmarine non riuscirono a pervenire a un accordo per la cessione dei CB, i quali, dopo un periodo di lavori e riposo nel porto di Costanza, continuarono a operare in Mar Nero con equipaggi italiani ridislocandosi nel luglio 1943 a Sebastopoli; il 26 agosto il CB 4 ottenne un ultimo successo affondando il sommergibile sovietico Šč-203 al largo di Eupatoria.
L'annuncio dell'Armistizio di Cassibile l'8 settembre 1943 colse i sommergibili italiani nella loro base di Sebastopoli: gli equipaggi continuarono a operare a fianco dei tedeschi fino al 29 novembre, quando tutti i battelli furono trasferiti a Costanza dove il personale fu internato dalle autorità romene; dopo lunghe e complesse trattative tra Romania e Repubblica Sociale Italiana, il controllo dei mezzi fu formalmente restituito alla Marina Nazionale Repubblicana nel luglio 1944, la quale tuttavia fu in grado di rimettere in condizioni operative un'unica unità, il CB 3, autoaffondato poi al momento della resa romena all'URSS nell'agosto seguente. I quattro superstiti CB furono catturati dai sovietici a Costanza e impiegati poi nel dopoguerra per prove ed esperimenti.

## Struttura
4ª Flottiglia MAS - capitano di fregata Francesco Mimbelli:
- 19ª Squadriglia MAS - capitano di corvetta Castagnacci: 
  - MAS 570, 571, 572 e 573 (dall'ottobre 1942 MAS 574 e 575 in sostituzione dei MAS 571 e 573 affondati)
- 18ª Squadriglia MAS (dal luglio 1942) - tenente di vascello De Giorgi
  - MAS 566, 567, 568 e 569
- 101ª Squadriglia mezzi speciali - capitano di corvetta Lenzi e capitano di corvetta Todaro
  - MTSM 204, 206, 208, 210 e 216
  - 5 barchini esplosivi tipo MTM
- 1ª Squadriglia sommergibili "CB" - tenente di vascello Lesen D'Aston e tenente di vascello Sorrentino
  - CB 1, CB 2, CB 3, CB 4, CB 5 e CB 6